# Ратушный, Георгий Вадимович
Ратушный Георгий Вадимович (21 августа 1937, Одесса — 29 мая 2007) — советский и украинский инженер-строитель, действительный член Академии строительства Украины (1996).

## Биография
Родился 21 августа 1937 года в городе Одессе.
В 1960 году окончил факультет промышленно-гражданского строительства Днепропетровского института инженеров железнодорожного транспорта.
В 1960—1964 годах — инженер, старший инженер ГПИ «Приднепровский промстройпроект», в 1964—1971 годах — главный конструктор, начальник отдела треста «Приднепроворгтехстрой». В 1971—1974 годах был в служебной командировке на строительстве Искендерунского металлургического комбината (Турция).
В 1974—1989 годах — начальник отдела, директор проектного института «Днепрпромпроект». В 1989—1991 годах — главный инженер днепропетровской государственной приёмки Государственного стандарта СССР. В 1991—1993 годах — вице-президент областной государственной строительной ассоциации «Днепр». С 1993 года — директор днепропетровского проектного института «Приднепровский промстройпроект».
Принимал участие в проектировании ЦГОКа, СевГОКа, ИнГОКа, бункерных эстакад доменных печей % 5 и 6 на металлургическом комбинате «Криворожсталь».

## Награды
- Государственная премия УССР имени Т. Г. Шевченко (1983; совместно с М. П. Бутенко, В. О. Стрельцевым (руководителями работ), А. П. Антоновым, М. Г. Луценко, О. С. Моливеровым, А. П. Подвезком (архитекторами, соавторами проектов))  за застройку и благоустройство центра города Верхнеднепровска Днепропетровской области[2].